# HD 1561
HD 1561，又名BD+48 79，SAO 36272、HR 76，是一颗恒星，视星等为6.52，位于銀經117.63，銀緯-13.68，其B1900.0坐标为赤經0h 14m 46.3s，赤緯+48° -13.68′ 38″。